# La Fuite
Pour plus de détails, voir Fiche technique et Distribution.
La Fuite (Die Flucht) est un film dramatique est-allemand réalisé par Roland Gräf, sorti en 1977.

## Synopsis
Le Dr Schmith, médecin-chef, s'intéresse peu à la politique, il est seulement membre du Freier Deutscher Gewerkschaftsbund (FDGB) et n'y est pas actif, mais il s'investit dans son travail avec les prématurés. Il aimerait se consacrer à des études scientifiques visant à réduire la mortalité des prématurés, mais on ne lui accorde pas les moyens nécessaires à l'achat d'une machine de 60 000 Deutsche Mark. Son chef lui reproche de ne s'occuper que d'un aspect marginal de la médecine quotidienne. Frustré, Schmith décide de s'enfuir à l'Ouest. On lui propose alors un poste à la clinique pédiatrique de la vallée de l'Inn et une liberté d'action. Il accepte le poste et fait les derniers préparatifs avec ses complices de fuite. Ceux-ci veulent le contacter dans les quatre semaines suivantes et lui communiquer la date de départ.
Des changements interviennent à la clinique. Avec la jeune Katharina, une nouvelle collègue arrive dans le service de Schmith. Il tombe amoureux d'elle. Le collègue Wendt est arrêté alors qu'il tentait de s'échapper par la frontière austro-hongroise et il est désormais considéré comme un traître au sein du collège. Et finalement, grâce à l'engagement de ses collègues et à des recherches similaires en Tchécoslovaquie, le projet de Schmith est également accepté - dans une plus large mesure que prévu. Schmith s'accorde un jour de réflexion, car il a entre-temps appris la date de sa fuite. Il doit être récupéré le 30 octobre. Deux jours plus tard, il serait de toute façon autorisé à se rendre à un congrès à Cologne en tant que chef de projet. Schmith laisse passer la date de fuite convenue et accepte le poste de chef de projet. Peu de temps après, il rencontre à Cologne l'organisateur de sa fuite, Runden. Il lui explique son absence par le fait que le congrès lui a permis de passer la frontière sans risque et qu'il a donc laissé tomber ceux qui l'ont aidé à s'enfuir. Il se rend dans la vallée de l'Inn et visite l'hôpital. Il finit tout de même par retourner en RDA.
Il est désormais visité à plusieurs reprises par Runden, qui le presse d'honorer le contrat qu'il a conclu avec les personnes qui ont prévu sa fuite. Bien que Schmith veuille rester, il ne voit pas d'issue, d'autant plus que se rendre à la police signifierait la fin de sa carrière scientifique. Il se confie uniquement à son ancienne amie et actuelle collègue Gudrun, mais ne voit pas d'autre choix que de passer à l'Ouest, comme prévu initialement. Comme il a déclaré devant la table ronde être attaché à la RDA à cause de sa petite amie, on lui demande de s'enfuir avec elle.
Peu avant la date convenue, Schmith simule à Katharina une excursion commune dans une cabane en forêt. Ils y passent la nuit et Schmith réveille au milieu de la nuit Katharina, surprise. Il se rend avec elle à l'endroit convenu avec les personnes qui l'ont aidé à s'enfuir, où il révèle à Katharina qu'il veut fuir avec elle vers l'Ouest. Katharina est stupéfaite et horrifiée. Lorsque Schmith sort les valises de la voiture, elle s'enfuit. Les personnes qui l'aident à s'enfuir craignent que Katharina ne révèle sa fuite et refusent donc d'emmener Schmith seul à l'Ouest. Comme il ne veut pas descendre du véhicule, un des passeurs l'assomme avec une lampe de poche et le pousse hors de la voiture. Les complices disparaissent. Schmith s'effondre non loin de sa voiture et meurt peu de temps après.

## Fiche technique
- Titre original : Die Flucht
- Titre français : La Fuite[2],[3] ou Tentative de fuite[4]
- Réalisateur : Roland Gräf
- Scénario : Hannes Hüttner (de)
- Photographie : Claus Neumann (de)
- Montage : Monika Schindler
- Musique : Günther Fischer (de) d'après Modeste Moussorgski
- Sociétés de production : Deutsche Film AG
- Pays de production :  Allemagne de l'Est
- Langue de tournage : allemand
- Format : Couleur Orwo - 1,66:1 - 35 mm
- Durée : 94 minutes (1h34)
- Genre : Drame
- Dates de sortie :
  - Allemagne de l'Est : 13 octobre 1977
  - Hongrie : 10 janvier 1980
  - France : 15 décembre 2015 (télévision)

## Distribution
- Armin Mueller-Stahl : Schmith
- Jenny Gröllmann : Katharina
- Erika Pelikowsky (de) : Mittenzwei
- Wilhelm Koch-Hooge (de) : Meißner
- Karin Gregorek (de) : Gudrun
- Simone von Zglinicki (de) : Frau Seebohm
- Rolf Hoppe : Der Runde
- Winfried Glatzeder : Zeiske
- Gerhard Bienert : le père de Schmith

## Production
Le film La Fuite a été présenté pour la première fois le 6 octobre 1977 en ouverture d'une semaine cinématographique de la RDA au cinéma Mir (ru) à Moscou et en première RDA le 13 octobre 1977 au Kino International de Berlin. C'était le premier film de la DEFA à traiter du thème de la fuite de la RDA et à l'aborder ouvertement.
Ce fut le dernier film d'Armin Mueller-Stahl pour la DEFA avant son départ pour la République fédérale d'Allemagne deux ans plus tard. Il avait déjà déposé une demande de sortie du territoire pendant le tournage de La Fuite.
La musique de Günther Fischer s'inspire des Tableaux d'une exposition - Il vecchio castello de Modeste Moussorgski.